# Фосфид мышьяка
Фосфид мышьяка — бинарное неорганическое соединение
мышьяка и фосфора с формулой AsP,
красные кристаллы,
реагирует с водой.

## Получение
- Сплавление стехиометрических количеств чистых веществ:

{\displaystyle {\mathsf {As+P\ {\xrightarrow {683^{o}C}}\ AsP}}}

## Физические свойства
Фосфид мышьяка образует красные кристаллы, которые имеют большую область гомогенности.
В пара́х содержит молекулы AsP, As2P2, As4P4.
Слабо растворяется в сероуглероде,
не растворяется в этаноле, эфире, хлороформе.

## Химические свойства
В молекуле AsP тройная ковалентная полярная связь